# Пєсков Дмитро Сергійович
Дмитрó Сергі́йович Пєскóв  (17 жовтня 1967 , Москва, СРСР ) — російський державний діяч і дипломат. Заступник керівника Адміністрації президента РФ — прессекретар президента Російської Федерації з 22 травня 2012 року. Пресссекретар Голови Уряду РФ (з 25 квітня по 22 травня 2012) Дійсний державний радник Російської Федерації 1 класу (2005).
За результатами розслідувань Фонду боротьби з корупцією, вважається одним із найбільших корупціонерів.
Після російського вторгнення Росії в Україну, як і більшість російських політиків, перебуває під персональними санкціями ЄС, США, Британії, Канади та Японії.

## Життєпис
Пєсков народився 17 жовтня 1967 року в Москві в родині, на той час, студента Сергія Пєскова, згодом — кадрового російського дипломата. Журналісти відзначають пробіл в офіційній біографії Пєскова-старшого на початку кар'єри дипломата у два десятки років, що є характерною ознакою співробітників зовнішньої розвідки.
У 1989 році Дмитро Пєсков закінчив Інститут країн Азії та Африки за фахом «історик-сходознавець», «референт-перекладач» (турецька мова).

### Кар'єра

#### Дипломатична робота
З 1989 року працював у системі Міністерства закордонних справ СРСР.
З 1990 по 1994 рік — черговий референт, аташе, третій секретар посольства СРСР, а потім Російської Федерації в Туреччині. З 1994 року по 1996 рік працював в апараті МЗС Росії. З 1996 року по 2000 рік — другий, потім — перший секретар російського посольства в Туреччини.
У листопаді 1999 року Пєсков вперше став телевізійною персоною: під час візиту Бориса Єльцина на саміт ОБСЄ в Стамбулі Пєсков справив враження на першого президента Росії як перекладач із турецької мови і всі три дні з'являвся разом із Єльциним у кадрах телетрансляцій.

#### У пресслужбі Путіна
У 2000 році, після призначення Путіна виконувачем обов'язки президента Російської Федерації та подальшого його обрання президентом, Пєсков був призначений начальником відділу зв'язків зі ЗМІ управління пресслужби адміністрації президента. Пізніше був заступником, першим заступником начальника управління пресслужби президента Росії, заступником прессекретаря президента. За даними ЗМІ, Пєсков виконував також функції перекладача Путіна під час зустрічей останнього з турецькими посадовцями.
У 2003 році курирував святкування 300-річчя Санкт-Петербурга.
9 квітня 2004 року Пєскова було призначено першим заступником прессекретаря президента РФ (на той час — Олексія Громова). На новій посаді Пєсков, за словами Громова, повинен був займатися інформаційно-координаційною роботою, тобто забезпечувати апаратну взаємодію президентської пресслужби з органами виконавчої влади. Додатково за ним закріплювалися підготовка великих інформаційних проектів, організація великих пресконференцій та телевізійних «прямих ліній» президента, а також взаємодія з іноземними журналістами. Крім того, як зазначали ЗМІ, з цього часу Пєсков отримав право озвучувати позицію глави держави з того чи того питання.
У лютому 2008 року був обраний головою ради директорів МДТРК «Світ».

#### Прессекретар голови уряду Росії
23 квітня 2008 року Путін своїм указом ввів посаду прессекретаря голови уряду Росії в ранзі заступника керівника апарату кабміну. Одночасно з цим він звільнив Пєскова від займаної останнім на той час посади. 25 квітня 2008 року Пєсков призначений прессекретарем голови уряду Росії. У травні 2008 року на посаді прем'єр-міністра Росії був затверджений Володимир Путін, відповідно, Пєсков став його прессекретарем.
У липні 2006 року керував інформаційним висвітленням участі Путіна в саміті G-8 в Санкт-Петербурзі, у вересні 2012 року в саміті Азіатсько-Тихоокеанського форуму економічного співробітництва у Владивостоці.
У травні 2009 року Пєсков був включений до складу Ради з розвитку вітчизняної кінематографії при уряді РФ. Повідомлялося, що новий орган під головуванням прем'єр-міністра Путіна «розглядатиме і готуватиме пропозиції щодо державної підтримки виробництва, прокату, показу вітчизняної кінопродукції та її поширення за кордоном».

#### Прессекретар президента Росії
У березні 2012 року Путін здобув чергову перемогу на виборах глави РФ, після чого втретє зайняв пост президента Росії (на посаді з травня того ж року).
З 22 травня 2012 року Пєсков — заступник керівника Адміністрації президента Російської Федерації — Прессекретар президента Росії.
З літа 2012 року Пєсков почав курирувати нове управління Кремля з громадських зв'язків. Нова структура в адміністрації президента координувала інформаційну роботу органів держвлади, міністерств, відомств як у країні, так і за кордоном. Управління також займалося питаннями інвестиційної привабливості Росії, а також брало участь в інформаційному супроводі Олімпіади в Сочі.
У вересні 2012 року Пєсков керував інформаційним висвітленням участі Путіна на саміті Азіатсько-Тихоокеанського форуму економічного співробітництва у Владивостоці.
У жовтні 2016 року Пєсков, набувши за 16 років у Кремлі значної апаратної ваги та досвіду в зовнішньополітичних справах, розглядався як один з можливих кандидатів на пост помічника президента РФ з міжнародних питань, який нині посідає Юрій Ушаков, чия кар'єра у зв'язку з віком наближається до фіналу.

## Деталі
Володіє турецькою, арабською та англійською мовами. Захоплюється тенісом, лижами, бігом. Згідно з опублікованою податковою декларацією, дохід Пєскова за 2010 рік склав більше 3 мільйонів рублів. Пєсков хронічно страждає астмою, не раз перебував у небезпечному для життя стані.
У санкційні списки ЄС та США Пєсков, на відміну від більшості найближчих соратників Путіна, включений не був. У період дії санкцій проти Росії за збройну агресію проти України не раз виїжджав у країни НАТО на відпочинок та як вболівальник — на спортивні змагання.
16 грудня 2021 року був внесений в базу центра «Миротворець».
З березня 2014 року — голова опікунської ради Російської шахової федерації. Член президії Російської ради з міжнародних справ.

## Статки
Родина Пєскових відома схильністю до роскоші, люблять подорожувати приватними літаками, прогулюватися на конях. Пєсков із своєю третьої жінкою Навкою мешкають під Москвою у будинку за 1 млрд рублів. Син Микола Чоуз відомий тим, що регулярно перевищує швидкість на власних елітних авто. Тільки за 2017 рік він отримав 116 штрафів на загальну суму 41000 рублів.
У 2017 році родина Пєскова заробила більше, ніж президент Росії Путін, причому більшу частину заробленого записали на Тетяну Навку — 200 млн рублів, із такими статками сім'я Пєскових стала найбагатшою із топ-чиновників РФ, якщо брати до уваги лише офіційні декларації.

На сім'ї числиться кілька елітних авто:
- Tesla Model X;[15]
- Рендж Ровер;
- Феррарі;
- Mercedes-Benz CL63 AMG;
- Mercedes-Benz GLE63;
- Mercedes-Benz V250;
- всюдихід Yamaha;
- Lexus RX350;
- мотоцикл Харлі Девідсон.

Крім того, за Дмитром Сергійовичем числиться дві квартири у Москві і ще одна частково.

## Корупційні розслідування
Про корупційні зв'язки та оборудки неодноразово писав Олексій Навальний, очільник Фонду боротьби із корупцією в РФ. Колишня жінка Пєскова Катерина Солоницька купила елітну квартиру в центрі Парижа за 2 млн євро, походження грошей невідоме.
Весільну подорож із наступною жінкою, Тетяною Навкою, Пєсков провів на найдорожчій яхті планети за 27 млн руб. за тиждень. Яхту Пєскову оплатив син російського мільярдера Зіявудіна Магомедова.
Володіє будинком за 1 млрд руб. та годинником за 37 млн руб. Колекція елітних годинників Пєскова ще 2015 року коштувала $154 тис., що перевищує річну зарплату Пєскова. Пояснюючи наявність дорогого годинника Пєсков заявив, що йому його подарувала Навка, але журналісти виявили, що він одягав його раніше.

## Санкції
2014 року, після початку війни РФ проти України, Пєскова не було включено до санкційних списків ЄС і США 2014 року. На відміну від більшості найближчих соратників Путіна, він неодноразово їздив до країн НАТО на відпочинок і на спортивні змагання.
У лютому-березні 2022 року, у зв'язку з вторгненням Росії в Україну, ЄС, США, Канада, Японія і Великобританія ввели персональні санкції проти Пєскова.
Євросоюз запровадив санкції щодо Пєскова 28 лютого 2022 року, зазначаючи, що Пєсков «публічно захищав агресивну політику Росії проти України, включно з незаконною анексією Криму і Севастополя Російською Федерацією», також Пєсков «заявив, всупереч фактам, що російських військ на Донбасі не було. Тому він активно підтримував дії або політику, які підривають або загрожують територіальній цілісності, суверенітету і незалежності України, а також стабільності та безпеці в Україні».
З червня під санкціями ЄС перебуває дружина Пєскова — Тетяна Навка. 3 червня 2022 року Євросоюз запровадив персональні санкції проти його сина Миколи і дочки Єлизавети.
9 червня 2022 року доданий до санкційного списку України.

## Сім'я
Офіційно перебуває у третьому шлюбі. Має трьох синів і двох доньок.
У першому шлюбі з Анастасією Будьонною — онукою радянського полководця Семена Будьонного — 1990 року народився син Микола.
Син Пєскова — Микола Чоулз, від першої жінки Анастасії Будьонної відомий тим, що має кримінальне минуле і веде розкішний спосіб життя, при цьому будучи офіційно безробітним. Двічі був засуджений у Великій Британії за пограбування (вкрав мобільний і гроші).
Вдруге 27-річний Пєсков одружився 1994 року з 18-річною Солоницькою Катерина Володимирівна. Другий шлюб тривав до 2012 року, коли пара розлучилася, за словами екс-дружини, через зраду чоловіка. Катерина працювала косметологом. Тепер вона живе в Парижі, де має власну квартиру, займається благодійністю і співпрацює з фондом «Франко-російський діалог». Від другого шлюбу має доньку Єлизавету (нар. 1998) і двох синів — Михайло (Mika) і Дені
Колишній тесть — Солоницький Володимир Дмитрович.
У 2010 році одружений Пєсков захопився фігуристкою Тетяною Навкою і у них почався роман. Навка охарактеризувала його як «людину маніакальної педантичності» з «вродженим благородством білогвардійця».
21 серпня 2014 року у пари народилася дочка Надія. У червні 2015 року Пєсков і Навка одружилися, весілля відбулося 1 серпня 2015 року. Весільна церемонія проходила в Сочі в готелі «Родина-Гранд» — одному з найдорожчих готелів міста.
Тесть — Навка Олександр Петрович
Теща — Навка Раїса Анатоліївна